# リバプール国際園芸博覧会
リバプール国際園芸博覧会（リバプールこくさいえんげいはくらんかい, The United Kingdom's 1st Garden Festival）は、1984年5月2日から10月13日までイギリスのリバプールで開催された国際園芸博覧会であり、博覧会国際事務局から認定された国際博覧会（特別博）である。テーマは「The progress accomplished by International and National Horticulture」。29ヶ国が参加し、会期中338万人が来場した。